# L2J
L2J es un emulador basado en Java y liberado bajo código abierto del conocido juego en línea MMORPG Lineage 2, el cual es desarrollado por NCsoft. El emulador en un principio fue comenzado por L2Chef pero con el pasar del tiempo muchos otros desarrolladores se han unido y han contribuido a este proyecto también, más abajo se detalla la lista oficial de desarrolladores Oficial de L2J Desarrolladores de L2J aunque esta es solo una lista parcial, también hay que incluir a los miles de usuarios de los foros de L2J los cuales han contribuido también a lo largo de los años. Este emulador permite a cualquiera ejecutar su propio servidor de Lineage 2.
Los servidores L2J no requieren que sus usuarios realicen alguna modificación al cliente para poder jugar. Aunque, los jugadores deberán editar su archivo hosts el cual se encuentra en la carpeta del sistema de Windows. Esto, no viola de ninguna manera la política de modificación del cliente de NCsoft, en la cual refleja que cualquier modificación hecha a su cliente no está permitida.
L2J ha sido programado en Java para la mejor compatibilidad entre sistemas operativos, por lo que puede ser ejecutado sin problemas sobre cualquier plataforma que pueda ejecutar la Plataforma Java 1.6 o superior.
L2J brinda la posibilidad de alojar legalmente un servidor de para este popular MMORPG coreano creado por NCsoft.

## Equipo Oficial de L2J
El equipo de desarrolladores de L2J está conformado por miles de miembros como cualquier proyecto de código abierto, estos se agrupan en varias divisiones: Líderes del Proyecto (Inner Circle), Desarrolladores del Núcleo (Core Devs), Desarrolladores del Datapack (DP Devs), Colaboradores (Initiates), Administradores/Moderadores del Foro (Forum Slayers), Editores de la Wiki (Wikipedists), Desarrolladores de los Derivados (Fork Devs), Especialistas en Geodata (Geo Devs) y todos los Miembros de los Foros de L2J quienes son los que prueban el software, retocan los detalles, rellenan los espacios faltantes, comparten sus experiencias, mejoras, arreglos y aportan sus propios pedazos de código los cuales son sujetos a revisión por parte del grupo de Desarrolladores quienes decidirán o no agregarlo al Núcleo.

## Derivados de L2J
L2J es la fuente original para todos los servidores de L2J. Pero hay muchos proyectos derivados conocidos también como forks que han evolucionado a partir de L2J, a continuación hay una lista de los más conocidos.
L2J Forks:
- L2JOneo (Este proyecto se ha fusionado con L2J y ahora forma parte del mismo, de manera que ha sido cerrado, el trabajo de sus miembros puede ser observado hoy en día en la rama oficial de L2J.)
- L2JFree (Este es en la actualidad el proyecto fork más popular.)
- L2Emu (Otro de los proyectos l2j basado en L2JFree que han ido modificando.)
- L2J_JP (Proyecto comenzado por Japoneses, donde ofrecen soporte en dicho idioma también.)
- L2J_TW (Proyecto comenzado por Taiwaneses, donde ofrecen soporte en dicho idioma también.)
- L2JTeon (Proyecto comenzado a base de L2JOneo, con modificaciones customizadas para crear mayor impacto en el usuario consumidor.)
- L2J Archid (Proyecto Comezado por un grupo de usuarios de un foro muy popular llamado "maxcheaters", actualmente se dedican solo a la versión interlude sin muchos errores.)
- L2J Official (Proyecto comenzado por varios miembros de L2Emu, basado en L2j Server, actualizan su proyecto con las actualizaciones de este último mas las suyas propias.)
- L2J Frozen (Éxito en la crónica Interlude)
- L2J aCis (Número 1# proyecto por Interlude crónica)

## Críticas
Una característica común de los emuladores es que al momento de ser comparados con su original puede haber ciertos detalles faltantes, por ello si actualmente se compara L2J con los servidores oficiales, podremos notar que L2J carece de algunos elementos del juego original. Esto puede llegar a producir cierto desbalance en el juego, por lo tanto puede recibir muchas críticas por parte de jugadores de mayor exigencia.
Con un equipo potente, un sistema operativo eficiente y un buen manejo, un servidor L2J puede albergar a más de 7000 jugadores al mismo tiempo (confirmado por algunos de los desarrolladores tras la implementación de la biblioteca MMOCore). Actualmente los servidores oficiales de NCsoft solo pueden albergar hasta 6000 jugadores al mismo tiempo (verificado con sniffers en los servidores).
Hoy en día, NCSoft no ha tomado severas medidas legales contra servidores privados basados en L2J, ni tampoco la compañía ha intentado comunicarse con los líderes del proyecto para presentar queja alguna.